# Vítor Antônio Peluso Júnior
Vítor Antônio Peluso Júnior (Florianópolis, 5 de julho de 1909 — Florianópolis, 21 de abril de 1994) foi um geógrafo e escritor brasileiro.
Foi membro da Academia Catarinense de Letras (ACL).